# Rovte, Radovljica
Rovte este o localitate din comuna Radovljica, Slovenia, cu o populație de 58 de locuitori.